# Cédric Vasseur

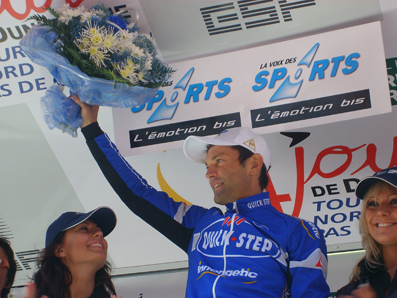
Cédric Vasseur als Quatre dies de Dunkerque de 2007

Cédric Vasseur (Hazebrouck, 18 d'agost de 1970) va ser un ciclista francès, que fou professional entre 1994 i 2007. En el seu palmarès destaquen dues etapes del Tour de França, el 1997 i el 2007. En l'edició de 1997 va dur el mallot groc de líder durant 5 etapes. El 2004 fou acusat d'utilitzar cocaïna, però fou absolt després que una contraanàlisi sortís negativa i es demostrés que la signatura de la seva suposada confessió havia estat falsificada.
És fill d'Alain Vasseur, exciclista de finals dels anys seixanta i primers dels setanta, i germà del també ciclista Loïc Vasseur.
Una vegada retirat del ciclisme professional, el 2007 passà a dirigir l'Associació de Ciclistes Professionals.

## Palmarès
- 1992
  - 1r a l'Internatie Reningelst
- 1994
  - 1r de la Rheinland-Pfalz Rundfahrt
- 1996
  - Vencedor d'una etapa del Gran Premi del Midi Libre
- 1997
  - Vencedor d'una etapa del Tour de França
- 1999
  - Vencedor d'una etapa del Circuit de La Sarthe
- 2002
  - 1r al Gran Premi d'Isbergues
  - Vencedor d'una etapa dels Quatre dies de Dunkerque i vencedor de la classificació de la muntanya
- 2003
  - 1r de la París-Corrèze i vencedor d'una etapa
  - 1r de la Hessen Rundfahrt i vencedor d'una etapa
  - Vencedor d'una etapa del Critèrium del Dauphiné Libéré
  - Vencedor d'una etapa del Tour del Llemosí
- 2004
  - Vencedor d'una etapa del Tour del Llemosí
  - Vencedor d'una etapa del Tour de l'Ain
- 2006
  - 1r al Gran Premi d'Isbergues
- 2007
  - Vencedor d'una etapa del Tour de França

### Resultats al Tour de França
- 1996. 69è de la classificació general
- 1997. 40è de la classificació general. Vencedor d'una etapa. Porta el mallot groc durant 5 etapes
- 1998. 24è de la classificació general
- 1999. 83è de la classificació general
- 2000. 52è de la classificació general
- 2002. 55è de la classificació general
- 2003. 97è de la classificació general
- 2005. 44è de la classificació general
- 2006. 95è de la classificació general
- 2007. 55è de la classificació general. Vencedor d'una etapa

### Resultats al Giro d'Itàlia
- 2005. 54è de la classificació general

### Resultats a la Volta a Espanya
- 2004. 36è de la classificació general